# Mezei perjeszittyó
A mezei perjeszittyó (Luzula campestris) a szittyófélék (Juncaceae) családjába tartozó perjeszittyó (Luzula) növénynemzetség egyik, Magyarországon is honos faja, melyet réti perjeszittyónak is neveznek.

## Jellemzése
Legfeljebb 20 cm magas, lágy szárú, évelő növény, levelei pelyhesek. Virágai virágzatban állnak, Magyarországon márciustól májusig nyílnak. Virágtakarója egynemű: lepellevelei sötét gesztenyebarna színűek, esetleg kissé vöröses árnyalatúak, vékony fehér sáv szegélyezi őket. Sárga portokjai feltűnően nagyok.

## Élőhelye
Mivel többnyire savanyú talajokon él, jelenléte jelzi ezt a talajtípust. Magyarországon a savanyú homoktalajok jellegzetes növénye, de félszáraz és mezofil réteken, kaszálókon is gyakori csakúgy, mint homokkövön kialakult száraz tölgyesekben.

## Felhasználása
A juhok szívesen legelik. Édeskés ízű virágfejét és magvát régebben nyúlkenyér néven a gyermekeknek adták.